# Prostitucija u Urugvaju
Prostitucija u Urugvaju je ozakonjena 2002. godine donošenjem Zakona o spolnom (seksualnom) radu. Iako prije toga nije bila ozakonjena, nije bila ni protuzakonita niti zabranjena, ali nije se smjela javno oglašavati niti iznuđivati.
Prema zakonu je propisano da se prostitucija provodi u javnim kućama odnosno bordelima ili na urugvajskom španjolskom casas de masajes i wiskherias. Ako bordel nema dozvolu ili dolazi do narušavanja javnog reda i mira policija ih može kazniti novčano ili zatvaranjem obrta na određeno vrijeme. Također, javne kuće ne smiju se graditi blizu škola, bolnica, kazališta i drugih kulturnih ustanova već na osamljenim mjestima. Također, ne smiju se graditi niti u obiteljskim naseljima.
I Javne kuće se nalaze u sustavu oporezivanja (fiskalizacije), pa moraju izdati račun kupcu za svoje usluge. Također, bordeli plaćaju porez na promet i dodanu vrijednost.
Bordeli zapošljavaju i liječnike koji moraju pregledati "kupce" nakon pruženih usluga. Ako dođe do zaraze, prevozi ih se u najbližu bolnicu ili kliniku na račun javne kuće.
Svi radnici u javnim kućama nalaze se u posebnom zapisniku (registru), kako bi se spriječili nezakonski načini iznude ili u krajnju ruku kaznili.
Značajan udio u broju prostitutki čine useljenici Dominikanci i njihovi potomci, kojima je to glavna gospodarska grana u Urugvaju.
Nasilje nad radnicima u bordelima i spolnim uslugama je kažnjivo zakonom na dva načina: visokim novčanim i zatvorskim kaznama.